# Pussy Boy
Pussy Boy — четвертий студійний альбом репера Єгора Крида, що побачив світ 16 липня 2021 року російським відділенням лейбла Warner Music Group. Альбому передував сингл і кліп «Здравствуйте», записаний спільно з OG Buda. У записі альбому брали участь OG Buda, MAYOT, blago white, Guf та SODA LUV

## Список композицій
Адаптовано під Apple Music та Genius
| #     | Назва                          | Тривалість |
| ----- | ------------------------------ | ---------- |
| 1.    | «Pussy Boy»                    | 2:14       |
| 2.    | «Здравствуйте» (feat. OG Buda) | 2:16       |
| 3.    | «На мне Hoe»                   | 2:09       |
| 4.    | «Puff» (feat. MAYOT)           | 2:06       |
| 5.    | «Дед Роет»                     | 2:11       |
| 6.    | «Dorogo» (feat. Blago White)   | 3:27       |
| 7.    | «Choppa»                       | 2:12       |
| 8.    | «Автомат» (feat. Guf)          | 2:59       |
| 9.    | «Телефон»                      | 2:05       |
| 10.   | «Грустно» (feat. SODA LUV)     | 2:33       |
| 24:16 |                                |            |